# حسين عسكري
حسين عسكري (بالفارسية: حسین عسکری) مواليد 23 مارس 1975 في خمين، إيران، هو دراج إيراني في صنف سباق الدراجات على الطريق. شارك في دورة الألعاب الأولمبية الصيفية.

## الميداليات
| الميدالية | المسابقة                   |
| --------- | -------------------------- |
| فضية      | دورة الألعاب الآسيوية 2006 |
| برونزية   | دورة الألعاب الآسيوية 2010 |
| برونزية   | دورة الألعاب الآسيوية 2014 |
| فضية      | دورة الألعاب الآسيوية 2002 |

## روابط خارجية
- حسين عسكري على موقع الاتحاد الدولي للدراجات (الإنجليزية)
- حسين عسكري على موقع أرشيف الدراجات (الإنجليزية)
- حسين عسكري على موقع إحصائيات الدراجات الإحترافية (الإنجليزية)
- حسين عسكري على موقع نسبة الدراجات (الإنجليزية)
- حسين عسكري على موقع أوليمبيديا (الإنجليزية)